# Пиринач
Пиринач (рижа или ориз) семе је траве врсте Oryza sativa (Азијски пиринач) или Oryza glaberrima (Афрички пиринач). Ова житарица је у широкој употреби широм света као основна храна за велики део људске популације, а посебно у Азији. То је пољопривредна роба са трећом по величини производњом у свету (пиринач, 741,5 милиона тона у 2014), након шећерне трске (1,9 милијарди тона) и кукуруза (1,0 милијарди тона).
С обзиром на то да се значајни делови шећерне трске и кукурузног усева користе у друге сврхе осим људске конзумације, пиринач је најважнија житарица у погледу људске исхране и калоријског уноса. Он пружа више од петине калорија које људи конзумирају широм света. Постоји мноштво варијетета пиринча и кулинарске преференције испољавају регионалне варијације.
Монокотни пиринач се нормално узгаја као годишња биљка, мада у тропским областима може да преживи као вишегодишња култура и дати расад се може користити и 30 година. Узгој пиринча је добро прилагођен земљама и регионима са ниским трошком радне снаге и великом количином падавина, пошто је узгој радно интензиван и захтева велике количине воде. Међутим, пиринач се може узгајати скоро свуда, чак и на стрмим брдским и планинским подручјима уз употребу терасастих система којима се контролише довод воде. Иако је пиринач потекао из Азије и појединих делова Африке, векови трговине и извоза су га учинили уобичајеним усевом у многим културама широм света.
Традиционална метода за узгајање пиринча је поплављивање поља при, или након сетве младих садница. Ова једноставна метода захтева добро планирање и сервисирање система брана и канала за наводњавање, али редукује раст мање робусних корова и штеточинских биљки које не могу да расту у потопљеном стању. Овим приступом се такође одвраћају животињске штеточине. Иако поплаве нису обавезне за култивацију пиринча, све друге методе наводњавања захтевају веће напоре у погледу сузбијања корова и штеточина током периода раста и другачији приступ ђубрењу земљишта.
Назив дивљи пиринач се обично користи за врсте из родова Zizania и Porteresia, независно од тога да ли су дивље или доместиковане, мада се термин може користити за примитивне и некултивисане варијетете рода Oryza.

## Етимологија
Назив је први пут кориштен у енглеском језику средином 13. века. Реч rice је изведена из старофранцуске речи ris, која потиче из италијанске riso, која је проистекла из латинске oriza, која је изведена из грчке речи ὄρυζα (oruza). Грчка реч је извор свим европским речима (cf. велшког reis, немачкој Reis, литванској ryžiai, српскохрватској riža, пољској ryż, холандској rijst, мађарској rizs, румунској orez).
Порекло грчке речи је нејасно. Понекад се сматра да потиче из Тамилске речи (arisi), или радије старотамилске речи . Међутим, аутори попут Кришнамуртија се не слажу са становиштом да је старотамилска реч arici извор грчког термина, већ сматрају да је позајмљена из прадравидске речи -{*wariñci}. Мајрхофер сматра да су непосредни извор грчке речи староиранске речи типова *vrīz- или *vrinj- (које су извор модерне персијске речи Berenj), мада се оне ултиматно могу повезати са Индо-аријским изворима (као што је Санскритска реч vrīhí-) и накнадно са дравидијанским речима.
Реч пиринач се сматра балканским турцизмом персијског порекла. Имена биринџ и ориза потичу из санскрита. У српском језику постоје облици пиринч и пиринџа. Пиринчиште је њива или поље на којем се гаји пиринач, а пиринчар је онај који гаји ову житарицу.

## Карактеристике
Биљка пиринча може да порасте 1–1,8 m у висину, понекад и више у зависности од соја и плодности земљишта. Она има дугачко, витко лишће које је 50–100 cm дугачко и 2–2,5 cm широко. Мали ветром опрашени цветови се формирају у разгранатим лучним до висећих цвасти које су 30–50 cm дуге. Јестиво семе су зрна (крупа) 5–12 mm дуга и 2–3 mm дебела.

## Кување
Сорте риже су типично класификују као дуго, средње, и кратко зрнасте. Зрна дугозрног пиринча (са високим садржајем амилозе) имају тенденцију да остану нетакнута након кувања; зрна пиринча средње дужине (богата амилопектином) постају лепљива. Зрна средње дужине се користе у слатким јелима, за рижото у Италији, и многим другим јелима од пиринча, као што је arròs negre у Шпанији. Неке сорте риже дугог зрна имају висок садржај амилопектина, као што је тајландски лепљиви пиринач, се обично кувају на пари. Лепљиви пиринач средње дужине се користи за суши; лепљивост омогућава пиринчу да задржава облик након обликовања. Пиринач кратког зрна се обично користи за сутлијаш.
Инстантни пиринач се разликује од оног куваног паром по томе што је у великој мери куван и затим осушен. Он има знатно деградирани укус и текстуру. Боје за пиринач и скроб се често користе при прављењу течног теста и хлебне масе ради повећања хрустљавости.

### Припрема
Рижа се обично испира пре кувања како би се уклонио вишак скроба. Пиринач произведен у САД обично је појачан витаминима и минералима, и испирање би довело до губитка хранљивих материја. Пиринач може се више пута испирати, све док вода за испирање није чиста, да би се побољшала текстура и укус.
Пиринач се може натопити у води да би се скратило време кувања, сачувало гориво, свело на минимум излагање високим температурама, и редуковала лепљивост. Код неких сорти, натапање побољшава текстуру куваног пиринча путем повећане експанзије зрна. Натапање пиринча може да траје од 30 минута до неколико сати.
Смеђи пиринач се може натопити у врућој води током 20 сати ради стимулације клијања. Тим процесом, званим герминација смеђег пиринча (GBR), се активирају ензими и повећава садржај амино киселина укључујући гама-аминобутерна киселина, чиме се побољшава нутрициона вредност смеђег пиринча. Овај метод је резултат истраживања спроведених током Међународне године пиринча Уједињених нација.
Пиринач се кува у кључалој води или помоћу паре, и при том апсорбује воду. Путем апсорптивног метода пиринач се може кувати у запремини воде сличној запремини пиринча. Путем метода брзог кључања, пиринач се може кувати у великој количини воде која се исцеди пре сервирања. Припрема брзим кључањем није пожељна за обогаћени пиринач, пошто се знатан део адитива губи у одбаченој води. Електрични лонац за пиринач, који је популаран у Азији и Латинској Америци, поједностављује процес кувања пиринча. Пиринач (или било која друга зрна) се понекад брзо пеку на уљу или масноћи пре кувања (на пример сафронски пиринач или рижото); то чини кувани пиринач мање лепљивим. Тај начин припреме се обично назива пилаф у Ирану и Авганистану или биријани (дам пукт) у Индији и Пакистану.

### Јела
У Арапској кухињи, пиринач је састојак многих супа и јела са рибом, живином, и другим типовима меса. Он се такође користи за пуњење поврћа или за омотавање у лишћу грожђа (долма). У комбинацији са млеком, шећером и медом, он се користи за прављење десерата. У неким регионима, као што је Табаристан, хлеб се прави од пиринчаног брашна. Средњовековни исламски текстови говоре о медицинским употребама биљке. Од пиринча се исто тако може правити каша (такође позната као пиринчана куља или пиринчана цицвара) додавањем више воде него обично, тако да се кувани пиринач засити водом, обично до те мере да се дезинтегрише. Пиринчана каша се обично једе за доручак, а исто тако је традиционална храна за болеснике.

## Храна

### Исхрана
Кувани, обогаћени, бели, дугозрни пиринач се састоји од 68% воде, 28% угљених хидрата, 3% протеина, и занемарљивих количина масти. У 100 грама порције, пиринач пружа 130 калорија и не садржи микронутријенте у знатним количинама, са укупно мање од 10% дневне вредности (DV). Кувани, бели, краткозрни пиринач такође пружа 130 калорија и садржи умерене количине B vitamina, гвожђа, и мангана (10–17% DV) по количини од 100 грама.
Детаљна анализа садржаја нутријената пиринча показује да њихове вредности варирају услед бројних фактора. Садржај нутријената зависи од типа пиринча. Бели, смеђи, црвени, и црни (или пурпурни) варијетети пиринча су превалентни у различитим деловима света. Садржај нутријената такође зависи од квалитета земљишта у коме се пиринач узгојен, да лије и на који начин пиринач полиран или обрађен, начина обогаћивања, и начина припреме за јело.
Пиринач је основна храна више од половине светске популације. Он је предоминантни прехрамбени извор енергије за 17 земаља Азије и Пацифика, 9 земаља у Северној и Јужној Америци и 8 земаља у Африци. Пиринач пружа 20% прехрамбеног снабдевања енергијом у свету, док пшеница доприноси са 19% а кукуруз са 5%.
| Компонента нутријента:            | Кукуруз[A] | Пиринач (бели)[B] | Смеђи пиринач[I] | Пшеница[C] | Кромпир[D] | Тапиока[E] | Соја (зелена)[F] | Батат[G] | Јам[Y] | Сирак[H] | Плантан[Z] | RDA         |
| --------------------------------- | ---------- | ----------------- | ---------------- | ---------- | ---------- | ---------- | ---------------- | -------- | ------ | -------- | ---------- | ----------- |
| Вода (g)                          | 10         | 12                | 10               | 13         | 79         | 60         | 68               | 77       | 70     | 9        | 65         | 3000        |
| Енергија (kJ)                     | 1528       | 1528              | 1549             | 1369       | 322        | 670        | 615              | 360      | 494    | 1419     | 511        | 8368–10,460 |
| Протеини (g)                      | 9.4        | 7.1               | 7.9              | 12.6       | 2.0        | 1.4        | 13.0             | 1.6      | 1.5    | 11.3     | 1.3        | 50          |
| Масти (g)                         | 4.74       | 0.66              | 2.92             | 1.54       | 0.09       | 0.28       | 6.8              | 0.05     | 0.17   | 3.3      | 0.37       |             |
| Угљени хидрати (g)                | 74         | 80                | 77               | 71         | 17         | 38         | 11               | 20       | 28     | 75       | 32         | 130         |
| Влакна (g)                        | 7.3        | 1.3               | 3.5              | 12.2       | 2.2        | 1.8        | 4.2              | 3        | 4.1    | 6.3      | 2.3        | 30          |
| Шећер (g)                         | 0.64       | 0.12              | 0.85             | 0.41       | 0.78       | 1.7        | 0                | 4.18     | 0.5    | 0        | 15         |             |
| Калцијум (mg)                     | 7          | 28                | 23               | 29         | 12         | 16         | 197              | 30       | 17     | 28       | 3          | 1000        |
| Гвожђе (mg)                       | 2.71       | 0.8               | 1.47             | 3.19       | 0.78       | 0.27       | 3.55             | 0.61     | 0.54   | 4.4      | 0.6        | 8           |
| Магнезијум (mg)                   | 127        | 25                | 143              | 126        | 23         | 21         | 65               | 25       | 21     | 0        | 37         | 400         |
| Фосфор (mg)                       | 210        | 115               | 333              | 288        | 57         | 27         | 194              | 47       | 55     | 287      | 34         | 700         |
| Калијум (mg)                      | 287        | 115               | 223              | 363        | 421        | 271        | 620              | 337      | 816    | 350      | 499        | 4700        |
| Натријум (mg)                     | 35         | 5                 | 7                | 2          | 6          | 14         | 15               | 55       | 9      | 6        | 4          | 1500        |
| Цинк (mg)                         | 2.21       | 1.09              | 2.02             | 2.65       | 0.29       | 0.34       | 0.99             | 0.3      | 0.24   | 0        | 0.14       | 11          |
| Бакар (mg)                        | 0.31       | 0.22              |                  | 0.43       | 0.11       | 0.10       | 0.13             | 0.15     | 0.18   | -        | 0.08       | 0.9         |
| Манган (mg)                       | 0.49       | 1.09              | 3.74             | 3.99       | 0.15       | 0.38       | 0.55             | 0.26     | 0.40   | -        | -          | 2.3         |
| Селенијум (μg)                    | 15.5       | 15.1              |                  | 70.7       | 0.3        | 0.7        | 1.5              | 0.6      | 0.7    | 0        | 1.5        | 55          |
| Витамин Ц (mg)                    | 0          | 0                 | 0                | 0          | 19.7       | 20.6       | 29               | 2.4      | 17.1   | 0        | 18.4       | 90          |
| Тиамин (B1)(mg)                   | 0.39       | 0.07              | 0.40             | 0.30       | 0.08       | 0.09       | 0.44             | 0.08     | 0.11   | 0.24     | 0.05       | 1.2         |
| Рибофлавин (B2)(mg)               | 0.20       | 0.05              | 0.09             | 0.12       | 0.03       | 0.05       | 0.18             | 0.06     | 0.03   | 0.14     | 0.05       | 1.3         |
| Ниацин (B3) (mg)                  | 3.63       | 1.6               | 5.09             | 5.46       | 1.05       | 0.85       | 1.65             | 0.56     | 0.55   | 2.93     | 0.69       | 16          |
| Пантотенска киселина (B5) (mg)    | 0.42       | 1.01              | 1.49             | 0.95       | 0.30       | 0.11       | 0.15             | 0.80     | 0.31   | -        | 0.26       | 5           |
| Витамин Б6 (mg)                   | 0.62       | 0.16              | 0.51             | 0.3        | 0.30       | 0.09       | 0.07             | 0.21     | 0.29   | -        | 0.30       | 1.3         |
| Фолат Total (B9) (μg)             | 19         | 8                 | 20               | 38         | 16         | 27         | 165              | 11       | 23     | 0        | 22         | 400         |
| Витамин А (IU)                    | 214        | 0                 | 0                | 9          | 2          | 13         | 180              | 14187    | 138    | 0        | 1127       | 5000        |
| Витамин Е, алфа-токоферол (mg)    | 0.49       | 0.11              | 0.59             | 1.01       | 0.01       | 0.19       | 0                | 0.26     | 0.39   | 0        | 0.14       | 15          |
| Витамин К1 (μg)                   | 0.3        | 0.1               | 1.9              | 1.9        | 1.9        | 1.9        | 0                | 1.8      | 2.6    | 0        | 0.7        | 120         |
| Бета-каротен (μg)                 | 97         | 0                 |                  | 5          | 1          | 8          | 0                | 8509     | 83     | 0        | 457        | 10,500      |
| Лутеин+зеаксантин (μg)            | 1355       | 0                 |                  | 220        | 8          | 0          | 0                | 0        | 0      | 0        | 30         |             |
| Засићене масне киселине (g)       | 0.67       | 0.18              | 0.58             | 0.26       | 0.03       | 0.07       | 0.79             | 0.02     | 0.04   | 0.46     | 0.14       |             |
| Мононезасићене масне киселине (g) | 1.25       | 0.21              | 1.05             | 0.2        | 0.00       | 0.08       | 1.28             | 0.00     | 0.01   | 0.99     | 0.03       |             |
| Полинезасићене масне киселине (g) | 2.16       | 0.18              | 1.04             | 0.63       | 0.04       | 0.05       | 3.20             | 0.01     | 0.08   | 1.37     | 0.07       |             |

| A жути кукуруз                  |  |  |  |  |  |  |  |  | B сирови необогаћени дугозрни бели пиринач |
| C тврда црвена зимска пшеница   |  |  |  |  |  |  |  |  | D сирови кромпир са кожом                  |
| E сирова топиока                |  |  |  |  |  |  |  |  | F сирова зелена соја                       |
| G сирови батат                  |  |  |  |  |  |  |  |  | H сирови сирак                             |
| Y сивови јам                    |  |  |  |  |  |  |  |  | Z сирови плантан                           |
| I сирови дугозрни смеђи пиринач |  |  |  |  |  |  |  |  |                                            |

### Арсеник
Арсеник је природни елемент у земљишту, води и ваздуху. Америчка Управа за храну и лекове (FDA) прати нивое арсеника у храни, посебно у пиринчу који се користи у храни за бебе. Док расту, биљке пиринча имају тенденцију да апсорбују арсеник лакше од других прехрамбених култура, и стога је неопходно екстензивно тестирање могућег ризика узрокованог арсеником при конзумирању пиринча. Априла 2016, FDA је предложила лимит од 100 делова по милијарди (ppb) за неоргански арсеник у пиринчу и другој храни за бебе да би се минимизовало излагање арсенику. За контаминацију воде арсеником, Агенција за заштиту животне средине Сједињених Држава је поставила нижи стандард од 10 ppb.
Арсеник је карциноген групе 1 на IARC списку. Количине арсеника у пиринчу широко варирају, при чему су највеће концентрације нађене у смеђем пиринчу и оном који се гаји на земљишту које је претходно кориштено за узгој памука, као што то случај са делом земљишта у Арканзасу, Луизијани, Мисурију, и Тексасу. Бели пиринач који се узгаја у Арканзасу, Луизијани, Мисурију и Тексасу, што колективно сачињава око 76 процената пиринча произведеног у Америци, има више нивое арсеника од других региона света, вероватно зато што су у прошлости кориштени пестициди базирани на арсенику за контролу памучног сурлаша. Јасмин пиринач са Тајланда и Басмати пиринач из Пакистана и Индије садрже најмање количине арсеника међу студираним сојевима пиринча. Кина је поставила лимит од 150 ppb за арсеник у пиринчу.

### 
Кувани пиринач садржи Bacillus cereus споре, које производе еметички токсин кад се оставе на 4–60 °C . Приликом складиштења куваног пиринча за следећи дан, ризик од продукције токсина се може редуковати брзим хлађењем. Један од ентеротоксина које производи Bacillus cereus је отпорна на топлоту; поновно загревање контаминираног пиринча убија бактерије, али не уништава токсин који је већ присутан.

## Окружења за узгој пиринча
Пиринач се може узгајати у различитим окружењима, у зависности од доступности воде. Генерално, мочварне области нису подесне за узгој пиринча, мада он може да опстане и расте у њима, а исто тако може да преживи поплаве. Брдски пиринач је познат по својој толерантности суша.

## Производња
| Двадесет произвођача пиринча по државама из 2012. |            |              |      |              |              |
| Ранк                                              | Држава     | Милиона тона | Ранк | Држава       | Милиона тона |
| ------------------------------------------------- | ---------- | ------------ | ---- | ------------ | ------------ |
| 1                                                 | Кина       | 204,3        | 11   | Пакистан     | 9,4          |
| 2                                                 | Индија     | 152,6        | 12   | Камбоџа      | 9,3          |
| 3                                                 | Индонезија | 69,0         | 13   | САД          | 9,0          |
| 4                                                 | Вијетнам   | 43,7         | 14   | Јужна Кореја | 6,4          |
| 5                                                 | Тајланд    | 37,8         | 15   | Египат       | 5,9          |
| 6                                                 | Бангладеш  | 33,9         | 16   | Непал        | 5,1          |
| 7                                                 | Мјанмар    | 33,0         | 17   | Нигерија     | 4,8          |
| 8                                                 | Филипини   | 18,0         | 18   | Мадагаскар   | 4,0          |
| 9                                                 | Бразил     | 11,5         | 19   | Шри Ланка    | 3,8          |
| 10                                                | Јапан      | 10,7         | 20   | Лаос         | 3,5          |
|                                                   |            |              |      |              |              |